# Bataille de Saint-Pol-de-Léon
Batailles
La bataille de Saint-Pol-de-Léon est une bataille en 1346 dans le cadre de la guerre de succession de Bretagne (1341-1365). Elle marque un tournant dans la guerre puisque l'avantage passe à nouveau du côté de la Maison de Montfort, fortement affaiblie depuis la mort de son chef Jean de Montfort l'année précédente.

## La situation en Bretagne en 1346
Le commandant de la faction anglo-montfortiste était Thomas Dagworth, un vétéran qui avait servi son seigneur Édouard III d'Angleterre pendant de nombreuses années et bénéficiait de sa confiance pour poursuivre la guerre de Succession de Bretagne. Pendant ce temps, Édouard III préparait sa chevauchée en France. Dagworth n'avait pourtant pas l'avantage face à son adversaire, Charles de Blois. Ses forces étaient dispersées dans plusieurs villes côtières et châteaux. De plus, certains de ses alliés étaient prêts à négocier avec Charles de Blois ou du moins à déclarer leur neutralité dans le conflit. À l'opposé, l'armée blésiste était unie ; elle était composée de ses partisans bretons, de troupes françaises ainsi que de mercenaires allemands.

## La bataille
Pour renforcer le moral de ses troupes, Dagworth conduisit une marche le long de la côte nord de la Bretagne, afin de s'assurer du soutien indéfectible de ses alliés et de s'assurer une ligne de retraite si Charles de Blois venait à s'emparer de ses places fortes dans le sud du duché. Le 9 juin 1346, Dagworth se trouvait près de Morlaix, dans le Finistère, où les blésistes avaient été battus quelques années auparavant. C'est là qu'il fut surpris par Charles de Blois, qui comptait l'écraser lors d'une embuscade au village de Saint-Pol-de-Léon. Dagworth et les 180 hommes qui étaient sous ses ordres se retirèrent en toute hâte sur une colline avoisinante, où ils creusèrent des tranchées pour faire face à leurs adversaires.
Blois était un tacticien compétent et avait remarqué l'efficacité du longbow anglais lors de la bataille de Morlaix. Conscient que la cavalerie serait écrasée, il décida de procéder à une attaque frontale de ses fantassins sur les Anglais avant que des renforts ne puissent rejoindre ces derniers. Ainsi, il demanda à tous ses soldats de descendre de leurs montures et ordonna un triple assaut sur les lignes anglaises. Ces assauts furent facilement repoussés pendant tout l'après-midi grâce à un feu nourri de la part des archers anglais. De nombreux blésistes furent par la suite tués lors de combats au corps à corps. Charles de Blois conduisit lui-même l'assaut final à la tombée de la nuit mais il ne put remporter la victoire. En catastrophe, il retourna avec les troupes qui lui restaient dans ses bastions situés à l'est de la Bretagne.

## Conséquences
L'armée anglaise avait subi des pertes très légères et, malgré quelques blessures assez sérieuses, aucun des chevaliers ou hommes d'armes n'avait été tué. Les pertes parmi les archers furent faibles. Les pertes françaises et blésistes furent bien plus lourdes. Le véritable effet de la bataille fut psychologique : Charles de Blois, qui avait une réputation de stratège militaire, avait été une nouvelle fois battu par les Anglais. Il échouera ainsi à remporter entre 1342 et 1364 les cinq batailles auxquelles il prendra part alors que les sièges qu'ils menaient étaient bien plus efficaces. Un an après cette bataille, Dagworth et Charles de Blois s'opposeront à nouveau lors d'un combat à la Roche-Derrien qui s'achèvera par une nouvelle victoire anglaise.